# Діано-Арентіно
Діано-Арентіно (італ. Diano Arentino) — муніципалітет в Італії, у регіоні Лігурія,  провінція Імперія.
Діано-Арентіно розташоване на відстані близько 430 км на північний захід від Рима, 90 км на південний захід від Генуї, 8 км на північ від Імперії.
Населення — 699 осіб (2014).

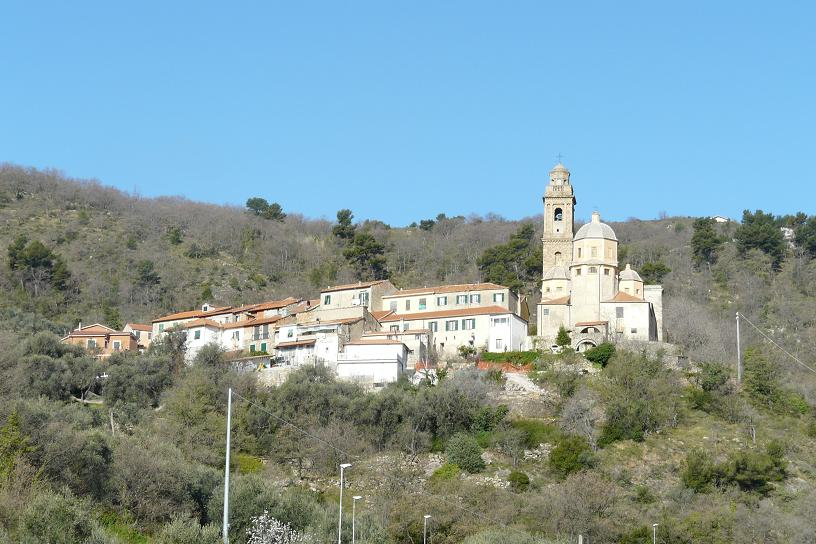

Щорічний фестиваль відбувається 20 липня. Покровитель — Santa Margherita d'Antiochia.

## Демографія
Населення за роками:

Станом на 1 січня 2023 року в муніципалітеті офіційно проживали 93 іноземці з 20 країн, серед них 39 громадян країн Євросоюзу.

## Сусідні муніципалітети
- К'юзаніко
- Діано-Кастелло
- Діано-Сан-П'єтро
- Імперія
- Понтедассіо
- Стелланелло